# بون (دین)

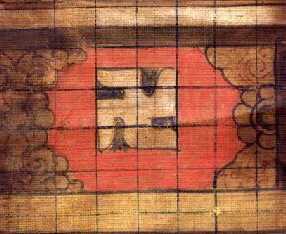
یونگدرونگ سواستیکای در سمت چپ، نمادی مقدس از دین بون.

بون (انگلیسی: Bon) یک دین تبتی است که با بودایی امیخته شده است و رابطه آن با بودیسم تبتی موضوع بحث بوده‌است. پیروان بون، معروف به بونپوس، معتقدند که این دین از سرزمینی به نام «تازیگ» منشأ گرفته‌است  که توسط دانشمندان مختلف به عنوان تاجیکستان و شرق امپراتوری پارس یا ایران و آسیای مرکزی شناخته می‌شود. 
. 
از تازیگ  مذهب بون به منطقه زانگ زونگ آمد و از آنجا به تبت وارد شد  .